# هوغو دومينغوس غوميز
هوغو دومينغوس غوميز هو لاعب كرة قدم برازيلي في مركز الدفاع، ولد في 4 يناير 1995 في كامبو غراندي في البرازيل. لعب مع ريال مايوركا ونادي معيذر القطري.

## وصلات خارجية
- هوغو دومينغوس غوميز على موقع دوري كوريا الجنوبية (الإنجليزية)
- هوغو دومينغوس غوميز على موقع قاعدة بيانات كرة القدم.إي يو (الإنجليزية)
- هوغو دومينغوس غوميز على موقع Soccerway.com (الإنجليزية)
- هوغو دومينغوس غوميز على موقع AS.com (الإسبانية)